# Sveriges herrlandskamper i ishockey 2012

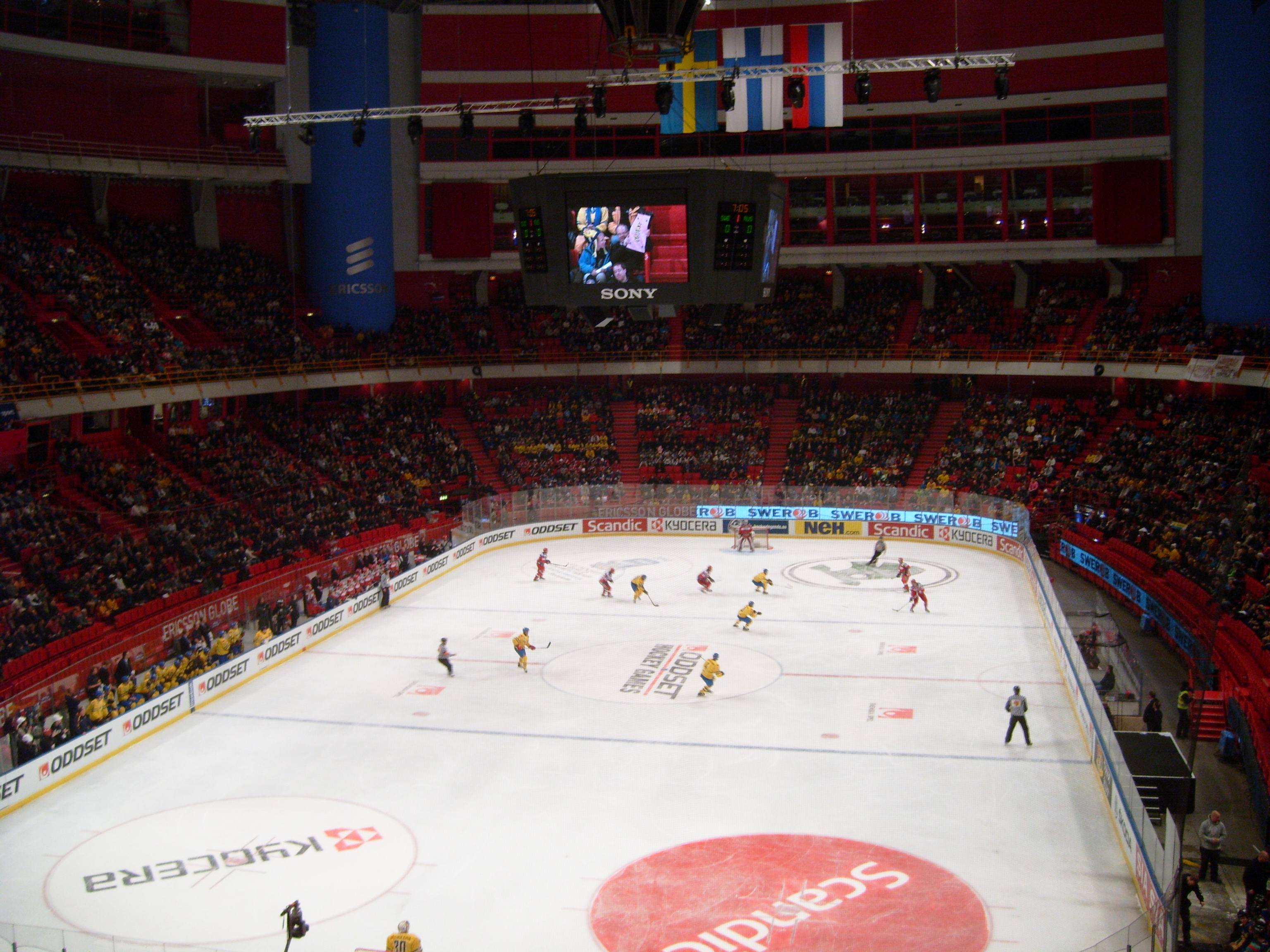
Match mellan Sverige mot Ryssland i turneringen Oddset Hockey Games.

Sveriges herrlandskamper i ishockey 2012. Vårsäsongen innehöll  bland annat turneringarna Oddset Hockey Games, Kajotbet Hockey Games, samt världsmästerskapet i Finland och Sverige, samt en del träningsmatcher. Höstsäsongen innehöll Karjala Tournament och Channel One Cup.

## 2012
| Datum       | Spelplats                         |             |          | Resultat             | Typ av match               |
| ----------- | --------------------------------- | ----------- | -------- | -------------------- | -------------------------- |
| 9 februari  | Globen, Stockholm                 | Tjeckien    | Sverige  | 1 – 1 2 - 1 ef. str. | Oddset Hockey Games 2012   |
| 11 februari | Globen, Stockholm                 | Sverige     | Ryssland | 4 – 1                | Oddset Hockey Games 2012   |
| 12 februari | Globen, Stockholm                 | Sverige     | Finland  | 3 – 1                | Oddset Hockey Games 2012   |
| 5 april     | Jordal Amfi, Oslo                 | Norge       | Sverige  | 0 – 5                | Träningsmatch              |
| 6 april     | Jordal Amfi, Oslo                 | Norge       | Sverige  | 1 – 7                | Träningsmatch              |
| 10 april    | Minsk-Arena, Minsk                | Vitryssland | Sverige  | 3 – 3 3 - 4 ef. str. | Träningsmatch              |
| 11 april    | Minsk-Arena, Minsk                | Vitryssland | Sverige  | 1 – 1 1 - 2 ef. str. | Träningsmatch              |
| 18 april    | Behrn Arena, Örebro               | Sverige     | Schweiz  | 2 – 4                | Träningsmatch              |
| 20 april    | Rosvalla, Nyköping                | Sverige     | Schweiz  | 2 – 5                | Träningsmatch              |
| 26 april    | Kajot Arena, Brno                 | Sverige     | Tjeckien | 3 – 5                | Kajotbet Hockey Games 2012 |
| 28 april    | Kajot Arena, Brno                 | Ryssland    | Sverige  | 4 – 2                | Kajotbet Hockey Games 2012 |
| 29 april    | Kajot Arena, Brno                 | Finland     | Sverige  | 4 – 1                | Kajotbet Hockey Games 2012 |
| 1 maj       | Läkerol Arena, Gävle              | Sverige     | USA      | 2 – 3                | Träningsmatch              |
| 4 maj       | Globen, Stockholm                 | Sverige     | Norge    | 3 – 1                | VM 2012                    |
| 5 maj       | Globen, Stockholm                 | Sverige     | Tjeckien | 4 – 1                | VM 2012                    |
| 7 maj       | Globen, Stockholm                 | Danmark     | Sverige  | 4 – 6                | VM 2012                    |
| 9 maj       | Globen, Stockholm                 | Sverige     | Tyskland | 5 – 2                | VM 2012                    |
| 11 maj      | Globen, Stockholm                 | Ryssland    | Sverige  | 7 – 3                | VM 2012                    |
| 12 maj      | Globen, Stockholm                 | Italien     | Sverige  | 0 – 4                | VM 2012                    |
| 15 maj      | Globen, Stockholm                 | Sverige     | Lettland | 4 – 0                | VM 2012                    |
| 17 maj      | Globen, Stockholm                 | Sverige     | Tjeckien | 3 – 4                | VM 2012                    |
| 7 november  | Tipsport Arena, Liberec           | Tjeckien    | Sverige  | 3 – 1                | Karjala Tournament         |
| 9 november  | HK Areena, Åbo                    | Sverige     | Ryssland | 2 – 3                | Karjala Tournament         |
| 10 november | HK Areena, Åbo                    | Finland     | Sverige  | 3 – 1                | Karjala Tournament         |
| 13 december | Megasport Arena, Moskva, Ryssland | Ryssland    | Sverige  | 5 – 1                | Channel One Cup            |
| 15 december | Megasport Arena, Moskva, Ryssland | Sverige     | Finland  | 4 – 1                | Channel One Cup            |
| 16 december | Megasport Arena, Moskva, Ryssland | Sverige     | Tjeckien | 4 – 0                | Channel One Cup            |

## Sveriges målskyttar 2012
Nedanstående är ej uppdaterat
| 4 mål - Nicklas Danielsson - Fredrik Pettersson 3 mål - Robin Figren 2 mål - Daniel Fernholm - Mattias Karlsson 1 mål - Jonas Andersson - Dick Axelsson - Daniel Bång - Mattias Ekholm - Jesper Fasth - Daniel Gunnarsson - Johan Harju - Simon Hjalmarsson - Staffan Kronwall - Joel Lundqvist - Tony Mårtensson - Niklas Olausson - Dennis Rasmussen - Jakob Silfverberg - Henrik Tömmernes |